# Parlamentswahl in Sierra Leone 1986
Die Parlamentswahl in Sierra Leone 1986 fand am 29. und 30. Mai 1986 in Sierra Leone statt. Zunächst war der Wahltermin auf den 15. und 16. Mai 1986 festgesetzt worden.

## Wahlsystem
Da das Land auf Grundlage der Verfassung von 1978 zu der Zeit noch ein Einparteiensystem hatte, gingen alle Sitze an den All People’s Congress. 334 Kandidaten wurden für die zur Wahl stehenden 105 Abgeordneten im Einkammern-Parlament aufgestellt. Es wurde in jedem der 105 Wahlkreise jeweils eine Person mit einfacher Mehrheit gewählt.
Wahlberechtigt waren alle Sierra-Leoner ab dem 21. Lebensjahr, die sich als Wähler registriert hatten. Ausgeschlossen waren Geisteskranke und inhaftierte Personen. Etwa zwei Millionen Personen waren für die Wahl registriert.

## Ergebnis
- APC: 105
- Paramount Chiefs: 12
- Ernannt: 10

| Partei                                | Sitze |
| ------------------------------------- | ----- |
| APC                                   | 105   |
| Paramount Chiefs (indirekte Wahl)     | 012   |
| Ernannt (durch den Staatspräsidenten) | 010   |
| GESAMT                                | 127   |